# Уров
Уров (рос. Уров) — річка в Забайкальському краї Росії, ліва притока Аргуні .
Бере початок з невеликого озера на південно-східному схилі Нерчинського хребта. Довжина річки — 290 км, площа водозбору — 4210 км2. Середньорічний стік у гирлі — 0,345 км³. Русло звивисте. Тривалість льодоставу — від 165 до 200 днів. Крижаний покрив зазвичай встановлюється в кінці жовтня і руйнується на початку травня. Товщина льоду досягає 150 см.